# Hibiscus keilii
Hibiscus keilii är en malvaväxtart som beskrevs av Oskar Eberhard Ulbrich. Hibiscus keilii ingår i Hibiskussläktet som ingår i familjen malvaväxter. Inga underarter finns listade i Catalogue of Life.